# Claudio Miranda
Claudio Miranda (* 1965 in Valparaíso, Chile) ist ein chilenischer Kameramann und Oscar-Preisträger.

## Leben
Miranda sammelte 1988 erste Erfahrungen als Beleuchter bei der Dokumentation U2: Rattle and Hum. Ab 1994 arbeitete Miranda als Oberbeleuchter u. a. bei den Filmen The Crow – Die Krähe, Crimson Tide – In tiefster Gefahr, sowie den David-Fincher-Filmen Sieben, The Game und Fight Club.
2001 arbeitete er erstmals als Kameramann bei dem Kurzfilm Tell Me Who Ruby Was. Mit Zum Ausziehen verführt fotografierte er seinen ersten Spielfilm und wurde danach von David Fincher, mit dem er bereits einige Male zusammengearbeitet hatte, für Der seltsame Fall des Benjamin Button engagiert. Für seine Arbeit an dem Film wurde er für einen Oscar in der Kategorie Beste Kamera sowie für einen British Academy Film Award nominiert.
2010 folgte der Film Tron: Legacy. Der Film ist die Fortsetzung von Steven Lisbergers Tron. 2012 war er unter der Regie von Ang Lee an Life of Pi: Schiffbruch mit Tiger beteiligt und erhielt für diese Arbeit mit seiner zweiten Nominierung seinen ersten Oscar.

## Filmografie (Auswahl)
- 2006: Zum Ausziehen verführt (Failure to Launch)
- 2007: Zodiac – Die Spur des Killers (Zodiac)
- 2008: Der seltsame Fall des Benjamin Button (The Curious Case of Benjamin Button)
- 2010: Tron: Legacy
- 2012: Life of Pi: Schiffbruch mit Tiger (Life of Pi)
- 2013: Oblivion
- 2015: A World Beyond (Tomorrowland)
- 2017: No Way Out – Gegen die Flammen (Only the Brave)
- 2022: Top Gun: Maverick
- 2022: Der Spinnenkopf (Spiderhead)
- 2023: Nyad
- 2025: F1